# Gran Premi Gazipaşa
El Gran Premi Alanya és una competició ciclista d'un sol dia que es disputa a Turquia, a la província d'Antalya. La primera edició es disputà el 2019 ja formant part del calendari de l'UCI Europa Tour. Des del mateix any es disputa una versió femenina

## Palmarès masculí
| Any  | Vencedor           | Segon            | Tercer           |
| ---- | ------------------ | ---------------- | ---------------- |
| 2019 | Branislau Samòilau | Gian Friesecke   | Márton Dina      |
| 2020 | Mamir Staix        | Iauhèn Karaliok  | Alan Banaszek    |
| 2021 | Raman Tsishkou     | Mamir Staix      | Alan Banaszek    |
| 2022 | Onur Balkan        | Irwandie Lakasek | Ievgueni Guiditx |

## Palmarès femení
| Any  | Vencedor    | Segon              | Tercer             |
| ---- | ----------- | ------------------ | ------------------ |
| 2019 | Ina Savenka | Maria Novolodskaia | Maria Miliaieva    |
| 2020 | Olga Shekel | Polina Kirillova   | Galina Chernyshova |
| 2022 | Olga Shekel | Iúlia Biriukova    | Yanina Kuskova     |